# Lutherdenkmal (Eisenach)

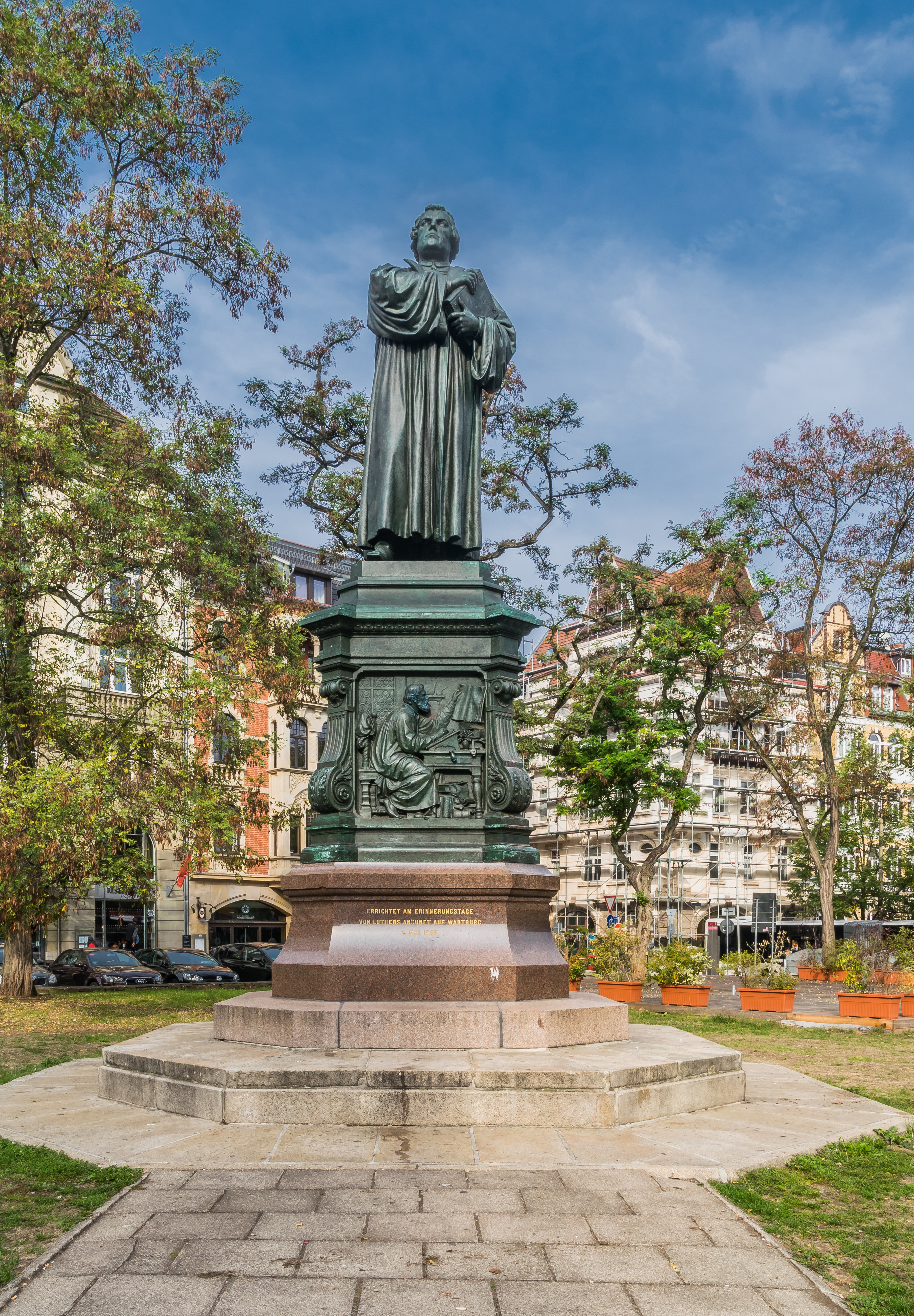
Lutherdenkmal Eisenach

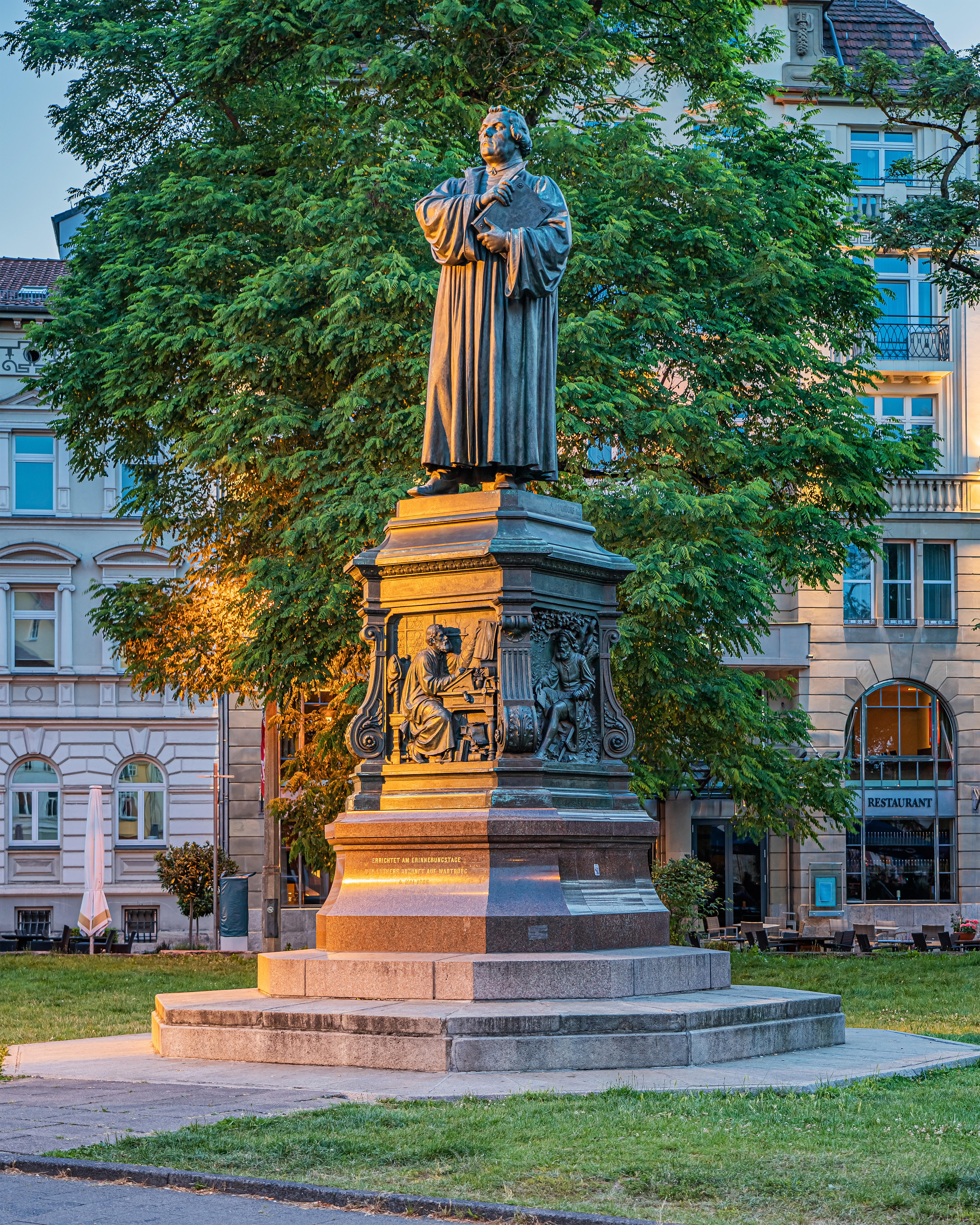
Denkmal in der Abenddämmerung

Das Lutherdenkmal in Eisenach auf dem Karlsplatz wurde 1895 eingeweiht. Das Denkmal ehrt den Reformator Martin Luther, der sich 1521 bis 1522 auf der Wartburg nahe bei Eisenach aufhielt. Es wurde von dem Bildhauer Adolf von Donndorf geschaffen.

## Beschreibung

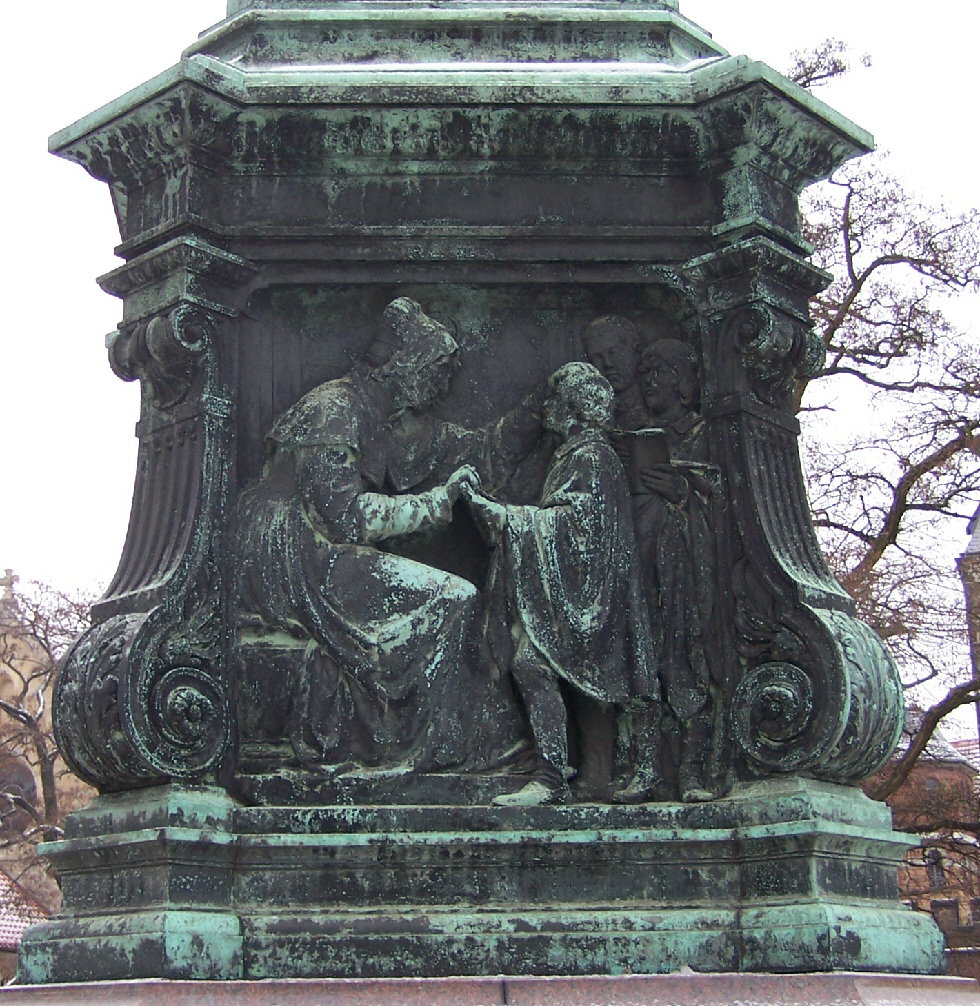
Als Knabe in Eisenach

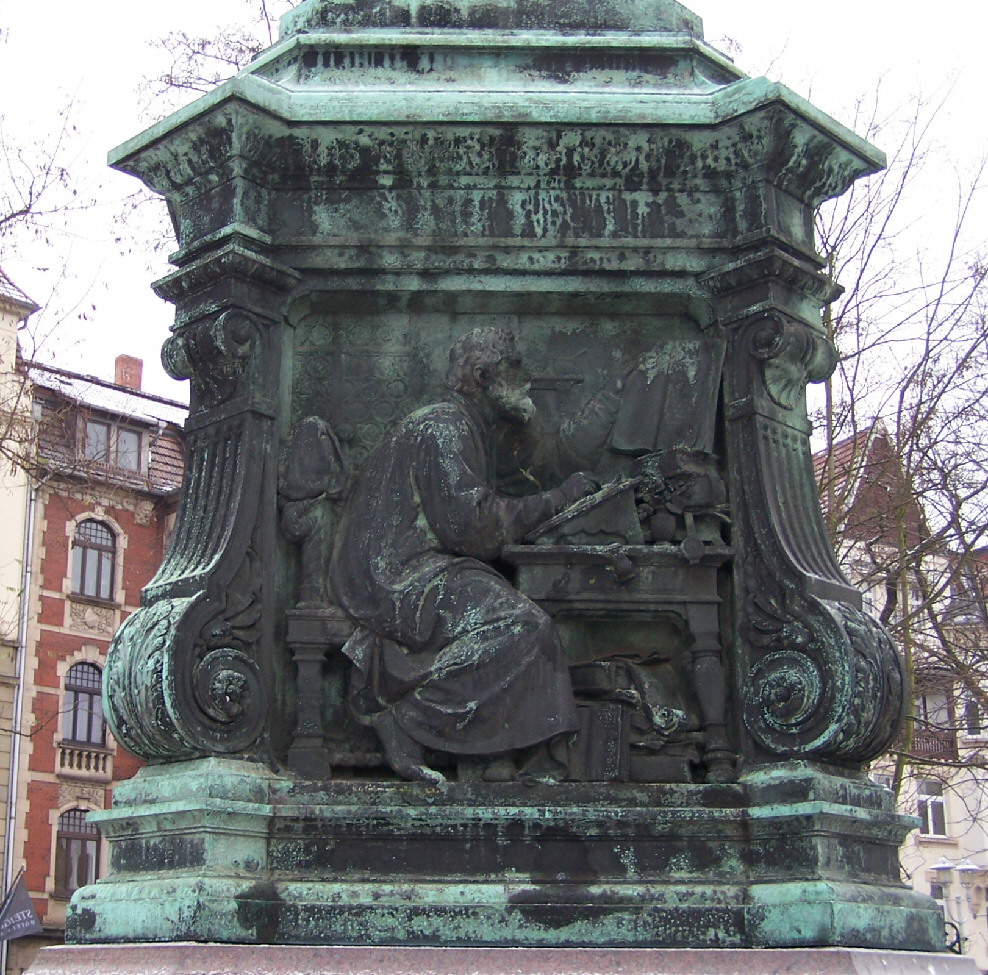
Studierstube auf der Wartburg

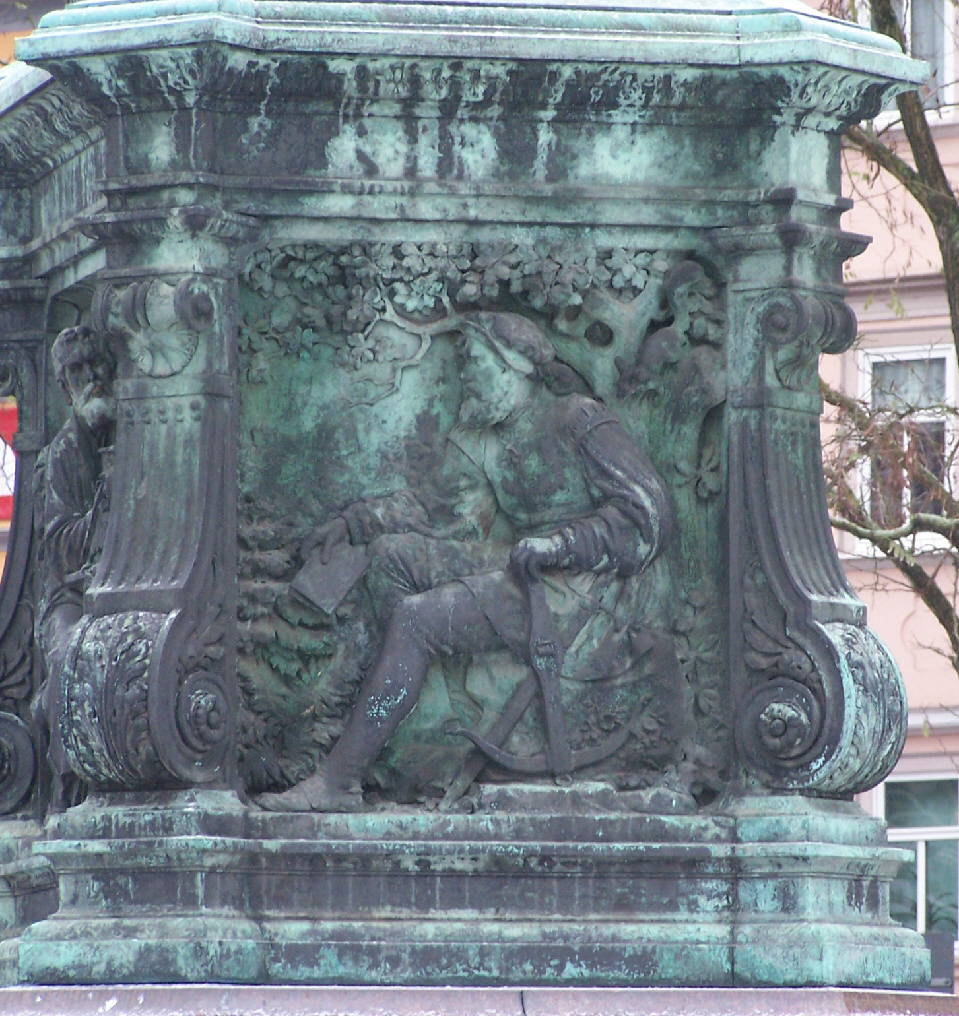
Als Junker Jörg

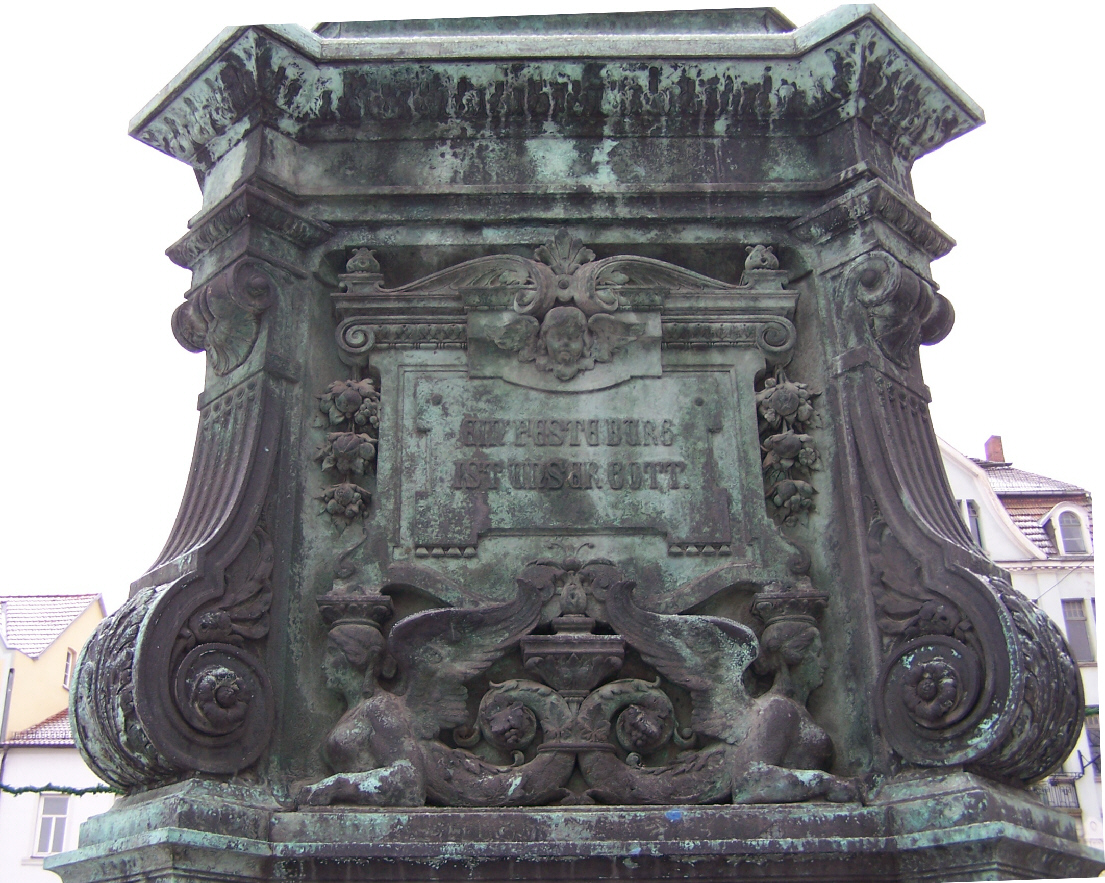
Inschrift auf der Nordseite

Das Eisenacher Lutherdenkmal ist ein überlebensgroßes Standbild aus Bronze auf einem rotfarbigen profilierten steinernen Sockel. Die dreizeilige vergoldete Inschrift auf dem polierten Steinsockel lautet:
ERRICHTET AM ERINNERUNGSTAGE

VON LUTHERS ANKUNFT AUF WARTBURG

4. MAI 1895.
Die vier bronzenen Reliefs des Sockels zeigen Szenen mit lokalem Bezug aus dem Leben Martin Luthers:
- Auf der Westseite wurde Luther als Knabe und Kurrendesänger dargestellt, ihm gegenüber neigt sich Frau Cotta Luther zu.
- Die Tafel auf der Südseite zeigt die Lutherstube auf der Wartburg, Luther sitzt am Tisch und arbeitet konzentriert an der Übersetzung der Bibel; Bücher füllen jeden Platz in seiner Stube.
- Die östliche Tafel zeigt den Junker Jörg – für den man Luther ausgab – als Jäger gekleidet, jedoch in nachdenklicher, meditierender Haltung. Eine Gewohnheit die seiner mönchischen Ausbildung entsprach.
- Die vierte Tafel, auf der Nordseite verdeutlicht Luthers Lebensmaxime: Ein feste Burg ist unser Gott, der Anfang seines bekannten Kirchenliedes.

Das eigentliche Denkmal zeigt Luther mit einem Talar bekleidet, er hält die Bibel in den Händen. Der geschlossene Umriss der Figur unterstreicht die Persönlichkeit Luthers.

## Geschichte

### Grundsteinlegung
Im Oktober und November 1889 fand in Eisenach die 3. Generalversammlung des Evangelischen Bundes statt. Als Höhepunkt dieser Tagung war die Grundsteinlegung für das Eisenacher Lutherdenkmal vorbereitet worden. Bereits im Vorfeld der Tagung fand sich ein Lutherdenkmalkomitee zusammen, welches für die organisatorischen und künstlerischen Belange zuständig war. Als Bildhauer war der 1835 in Weimar geborene und durch sein bereits in Eisenach aufgestelltes Bachdenkmal und das Weimarer Reiterstandbild Carl Augusts bekannte Adolf von Donndorf gewonnen worden. Als optimaler Standort für das Denkmal war von der Stadtverwaltung der Karlsplatz an der Nikolaikirche vorgesehen. Hier war ursprünglich der mittelalterliche Marktplatz des Nikolai-Viertels in der Eisenacher Altstadt gewesen.

### Einweihung
Im Beisein der Repräsentanten der evangelischen Landeskirche, des Weimarer Hofes, der Staatsregierung, der Eisenacher Stadtverwaltung und von etwa 10.000 Besuchern vollzog am 3. November 1889 der Erbgroßherzog von Sachsen-Weimar-Eisenach die Grundsteinlegung. Hierzu schlug er symbolisch mit drei Hammerschlägen auf den Grundstein. Am 4. Mai 1895, Luthers Ankunftstag auf der Wartburg, fand die Enthüllung und Einweihungsfeier des Denkmals als Staatsakt statt.

### Der Standort am Karlsplatz
Das Denkmal wurde im Zentrum des Karlsplatzes platziert. Die Denkmalfigur ist nach Süden, in Richtung Wartburg ausgerichtet. Der Nahbereich des Denkmals wurde in der Folgezeit mehrfach umgestaltet. Ein Foto aus dem Jahr 1912 zeigt das Denkmal umgeben von einem schmiedeeisernen Ziergitter am Sockel und einem weiteren filigranen Ziergitter, welches eine oktogonal angeordnete Blumenrabatte mit dem Denkmal im Zentrum umschließt. Unmittelbar südlich des Denkmals wurde für den sich entwickelnden Straßenverkehr eine Straßen- und Schienentrasse für die Eisenacher Straßenbahn separiert. Schon 1925 waren Ziergitter und Rabatte entfernt, der ganze Karlsplatz völlig eingeebnet und gepflastert, das Denkmal stand „vereinsamt“ im Raum.
Eine weitere Umgestaltung des Karlsplatzes in den 1950er Jahren schuf um das Denkmal eine großzügigere Grünanlage mit Bänken und Blumenrabatten, der heutige Baumbestand wurde angepflanzt und es wurde ein technisches Gebäude mit Kiosk und Wartehäuschen für die Straßenbahn errichtet. Nach 1990 wurden dieses bereits stark baufällige Gebäude als störend empfunden und entfernt. Seit Mitte der 1990er Jahre reifen erneut Planungen für eine umfassende städtebauliche Umgestaltung des Denkmalumfeldes und des Karlsplatzes.
In Vorbereitung auf das Jubiläum 500 Jahre Reformation wurde das Denkmal 2014 umfassend saniert.

### „Auf Augenhöhe mit Luther“
Anlässlich des Lutherjahres 2017 und des Reformationsjubiläums 2017 wurde das Denkmal im Oktober 2017 eingehaust; es handelt sich um Kunstprojekt des Japaners Tatzu Nishi. Die obere Hälfte des Denkmals thront nun in der Einhausung in einem von außen begehbaren, modern eingerichteten Schlafzimmer auf einem Bett. Die Installation soll Luther unter dem Motto In bed with Luther („Im Bett mit Luther“) von seinem monumentalen Sockel herabholen und so dem Betrachter „auf Augenhöhe“ erlebbarer machen.

## Bedeutung
Das Lutherdenkmal auf dem Karlsplatz ist eines der bekanntesten Wahrzeichen der Stadt Eisenach.
Das 1861 errichtete Lutherdenkmal in Möhra diente als Vorbild für das Lutherdenkmal in Eisenach.